# 卡森 (加利福尼亚州)
卡森（英語：Carson），是美国加利福尼亚州洛杉矶县下属的一座城市。建市于1968年2月20日，面积大约为18.72平方英里（48.5平方公里）。根据2010年美国人口普查，该市有人口91,714人。